# Ribe Turistforening
Ribe Turistforening, var en forening, der blev stiftet d. 12. maj 1899. På direkte initiativ af Redaktør C. Willemoes.
Når man i dag skal finde en forklaring på Ribe's succes om turist og handelsby, peges der helt præcis på denne begivenhed og de mænd, der havde set, at byens potentiale lå i turisme. 
Willemoes ide, som flere af byens erhvervsdrivende tog til sig, var dels at gøre byen mere attraktiv for besøgende og også tiltrække flere besøgende ved at gøre opmærksom på byen. Og der var ikke langt fra tanke til handling; 1. juni 1901 vedtog bestyrelsen i foreningen at opføre en bro over voldgraven ved Riberhus slotsbanke, således at de besøgende kunne komme op til den gamle slotsruin og kigge ind over byen.
Ligeledes i 1901 påbegyndte man arbejdet med opsætning af mindeplader for byens mere kendte personer og samme år udkom ligeledes byens første turistguide; Ribe, illusteret vejledning for turister
En bog der opnåede flot omtale i landets aviser og dermed banede vejen for turismen.
Foreningen specialiserede sig i at opkøbe gamle Ribe huse og restaurere dem, for at sælge dem videre igen. Et formål der var svært at komme i gang med, da midlerne i foreningen var små i foreningens spæde år.
12. maj 1924 fejrede foreningen sit 25 års jubilæum, hvoraf Willemoes havde været ved roret i de 11 af årene.

## Begivenheder med Ribe Turistforening som aktiv medspiller før 1940
- 1903 tilskynder ejeren af Porsborg til at renovere bygningen
- 1904 i forbindelse med genindvielsen af Ribe Domkirke, fremstilles en smuk platte fra Den Kongelige Porcelænsfabrik
- 1913 Dronning Dagmar statuen bliver opstillet på Riberhus Slotsbanke
- 1918 forhindrer Ribe Byråd i at opkøbe byens største hotel Klubbens Hotel og omdanne det til administrationsbygning
- 1921 ide om opsætning af stormflodssøjlen på Skibbroen
- 1923 søger foreningen om at overtage driften af Slotsbanken, så den forbliver velholdt året rundt
- 1929 fremstilles en turistplakat for Ribe, efter udkast fra kunsten Hakon Spliid
- 1933 med assistance fra Hugo Matthiessen redder foreningen byrådets planer om nedrivning af Hans Tausens hus
- 1935 i et forsøg på at få byens gæster til at overnatte, genopliver man byens vægtere. Mads Madsen fra Obbekjær blev den første, der sang den smukke vægtersang

## Biografdrift som indtægtskilde
D. 2. juni 1934 åbnede foreningen en biograf. Ideen var at indtægterne fra biografdriften skulle bidrage til opkøb og restaurering af byens gamle huse. Og det blev ikke en døgnflue, også denne del af foreningen kunne fejre 25 års jubilæum i 1959.
Biografen åbnede i den gamle spindehal fra Crome & Goldschmidt, Sct. Nicolaj Gade, der var blevet bygget om til en biografsal for 350 personer.

## Begivenheder af større betydningen efter 1945
- 1947 oprettes byens første turistbureau
- 1948 tages den første campingplads i brug
- 1948 beslutter man at erstatte Dronning Louises Børneasyl i Puggaardsgade med Jacob A. Riis's børnehave
- 1952 afholds den første Tulipanfest
- 1956 en byens markante bygninger, Fiskergade 3 opkøbes og renoveres
- 1957 Ribe hallen med tilhørende vandrerhjem indvies
- 1958 restaurering af Porsborg kælder
- 1959 ny og meget større campingplads åbner
- 1960 turistkontoret rykker ind i Quedens Gaard, sammen med Antikvarisk Samling
- 1963 foreningen køber det sidste skib produceret i Ribe, Meretha
- 1968 en anden markant bygning, Skibbroen 13 købes og istandsættes
- 1969 foreningen får udarbejdet en Bevaringsplan for byen af arkitekt Hans Henrik Engqvist
- 1971 foreningen køber Gråbrødregade 4, der restaureres fra grunden og tilbageføres til sin oprindelige stil
- 1972 som erstatning for det 100 år gamle Meretha, der var i meget dårlig stand, bygger skibsreder Knud Lauritzen en kopi af den tidligere Vadehavsevert Johanne Dan som gave til byen

## Tysk dokumentar om foreningens arbejde
I 1977 portrætterer den tyske tv-kanal NDR foreningens arbejde. Man ser tv-billeder af den nyistandsatte Gråbrødregade 4 og følger foreningens arbejde omkring begrænsning af tv-antenner på byens tage.

## I dag
Biograf er der ikke længere noget af i Ribe. Turistvirksomheden er overtaget af VisitRibeEsbjerg og den del omkring byens gamle huse er overgået til foreningen Gammelt Præg.
Gammelt Præg står også bag driften af Vadehavseverten Johanne Dan og sørger godt for byens vægtere.